# Dactylopusia vulgaris
Dactylopusia vulgaris är en kräftdjursart som beskrevs av Georg Ossian Sars 1905. Enligt Catalogue of Life ingår Dactylopusia vulgaris i släktet Dactylopusia och familjen Thalestridae, men enligt Dyntaxa är tillhörigheten istället släktet Dactylopusia och familjen Dactylopusiidae. Arten är reproducerande i Sverige.

## Underarter
Arten delas in i följande underarter:
- D. v. vulgaris
- D. v. dissimilis
- D. v. inornata